# Akwo Tarh Ayuk Taku
Akwo Tarh Ayuk Taku (né le 7 décembre 1992) est un milieu de terrain de football camerounais qui évolue actuellement pour le club Congolais de l'AS Vita Club. Il a également joué pour le club slovaque de la  Corgoň Liga FK DAC 1904 Dunajská Streda au cours de la saison 2011-2012. En janvier 2011 a été invité pour la première fois à la Représentation nationale du Cameroun qui participe au CHAN au Soudan. Il est le plus jeune joueur à être inclus.